# Paraphaenodiscus pedanus
Paraphaenodiscus pedanus är en stekelart som beskrevs av Prinsloo och Mynhardt 1982. Paraphaenodiscus pedanus ingår i släktet Paraphaenodiscus och familjen sköldlussteklar. Inga underarter finns listade i Catalogue of Life.